# Tianguis Cultural del Chopo

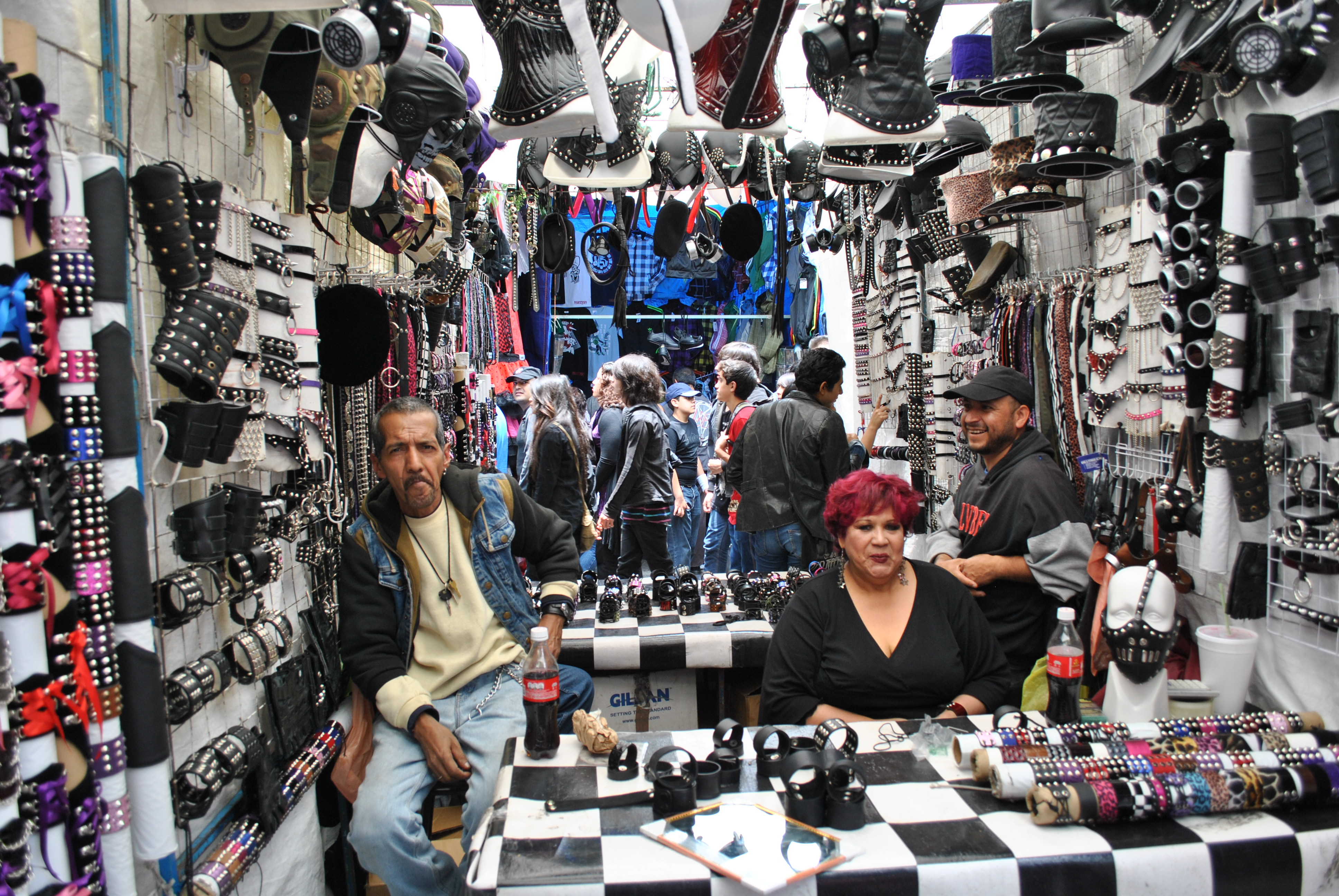
Uno de los puestos del tianguis

El Tianguis Cultural del Chopo (o simplemente El Chopo) es un bazar de la Ciudad de México que se instala solo los sábados desde las 11:30 a las 17:00 horas con aproximadamente 200 puestos, característico porque pueden encontrarse productos y mercancía relacionados con la contracultura en México. Recibe cada fin de semana de 5 a 10 mil visitantes de todo el país. Se ubica en la calle de Aldama, entre las calles Sol y Luna de la colonia Guerrero, a la salida de la terminal Buenavista de la línea B del Metro de la Ciudad de México y de la línea 1 del Tren Suburbano.

## Historia

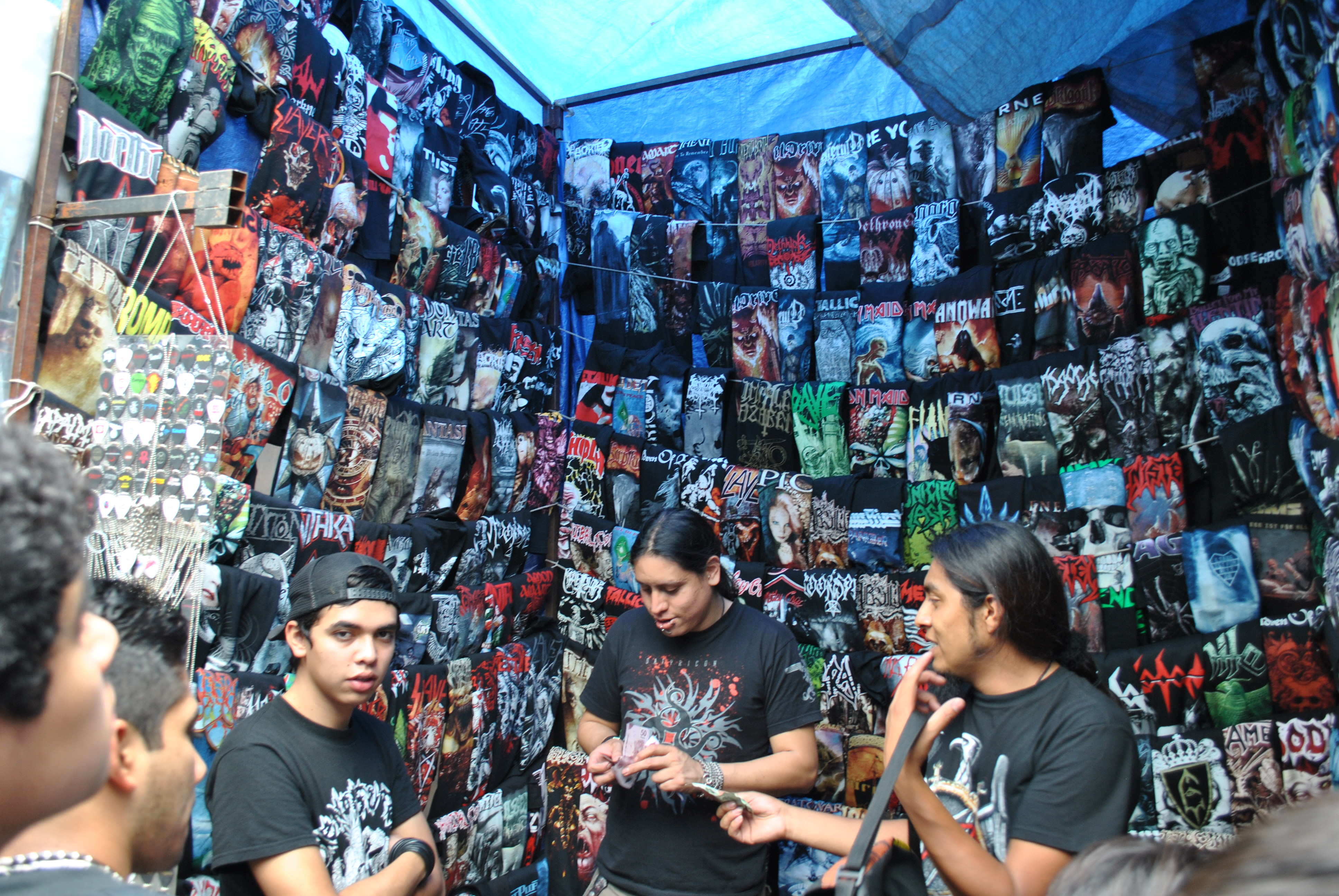

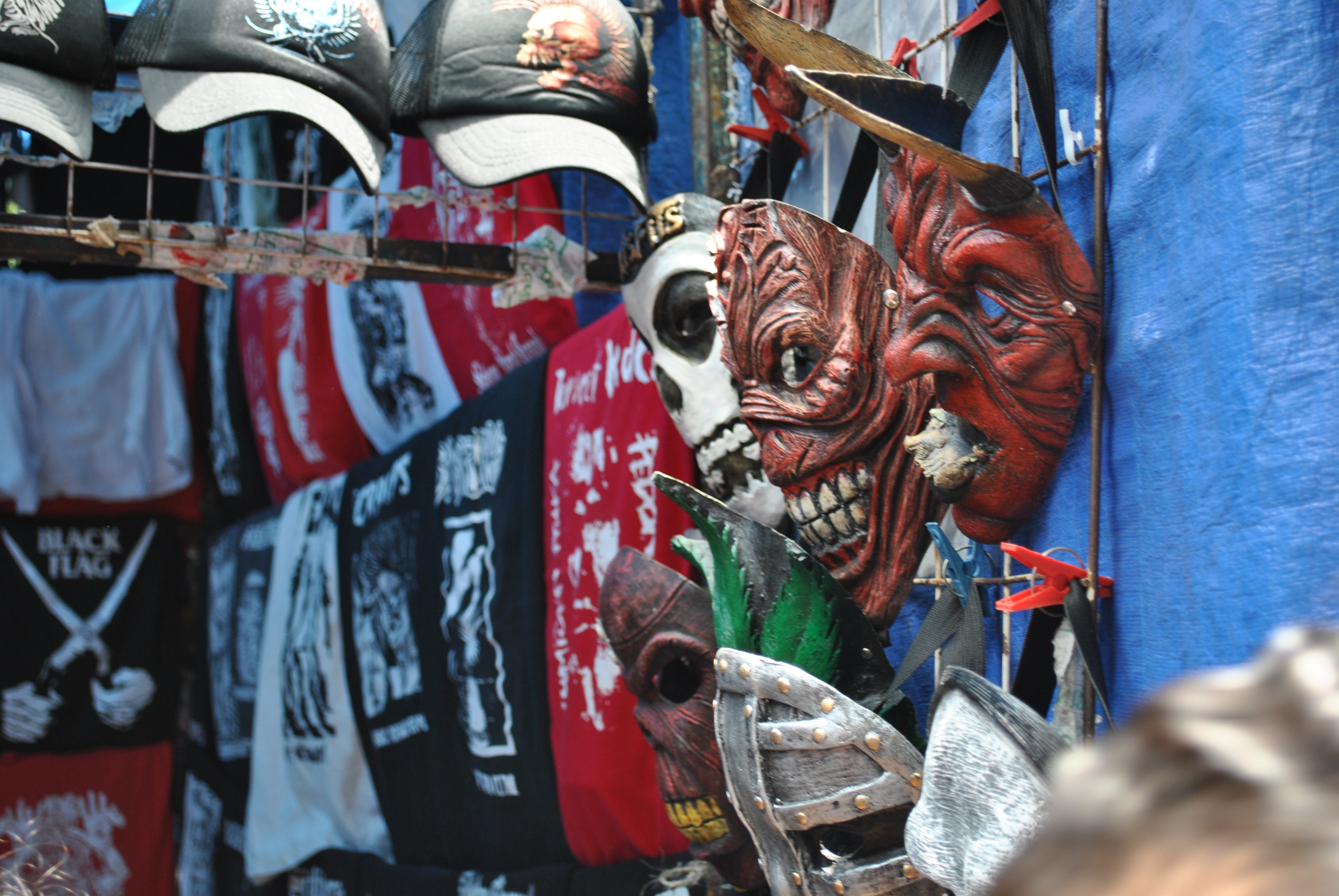

El 4 de octubre de 1980, el Museo Universitario del Chopo de la UNAM albergó el Primer Tianguis de la Música, programado para realizarse solo por ese mes por iniciativa de la entonces directora Ángeles Mastretta y del promotor cultural Jorge Pantoja. El éxito fue tal que prolongó dos años su estancia dentro del recinto de la colonia Santa María la Ribera, asentándose en la calle Enrique González Martínez, antes Chopo, tomando así el nombre de Tianguis del Chopo.
Al transcurrir este lapso, el tianguis salió a las aceras del museo, a la calle de González Martínez, donde su permanencia fue hasta agosto de 1985 cuando lo desalojó la delegación Cuauhtémoc. En el periodo 85-88, el tianguis se asentó en un estacionamiento de la colonia San Rafael, en el Casco de Santo Tomás, en el estacionamiento de la Facultad de Arquitectura de la Ciudad Universitaria y en el Quiosco Morisco de la Alameda de Santa María la Ribera.[cita requerida]
Uno de los principales conflictos que ha tenido este tianguis es la búsqueda de liderazgos y de la imposición de reglas por parte de unos cuantos líderes, de los que los miembros fundadores se han deslindado a lo largo de los años. Por estos arreglos ha habido un sinnúmero de desalojos y golpizas luego de negociaciones con supuestos líderes que buscan las ganancias que deja el tianguis, destacando una en 1986 en donde un grupo de delincuentes de la calle Nopal de Santa María de la Ribera fue contratado para golpear y disolver el tianguis obligándolo a moverse a un estacionamiento de Insurgentes y San Cosme, luego de negarse los tianguistas a negociar ilegalmente con la delegación Cuauhtémoc la estancia del tianguis. Hacia 1987 encontró su lugar final en donde se encuentra actualmente, en donde vive el peligro de comerciantes ajenos a la cultura o al rock que han rentado a su entrada varias bodegas donde venden ropa y artículos y que pretenden apoderarse del tianguis renunciando a la vocación cultural que le ha sostenido y caracterizado en toda su existencia.  Otro factor que ha contribuido a los continuos movimientos son algunas minorías que toman este espacio cultural para consumir abiertamente alcohol y drogas.
Esta es la ruta del peregrinaje de una década del Tianguis, instalado en la acera oriente de lo que fue la estación de Trenes de Buenavista y que se convirtió en la Biblioteca José Vasconcelos y las instalaciones del Tren Suburbano, en las calles Sol y Luna de la colonia Buenavista. 
Desde su creación ha sido un importante referente cultural en México, en donde confluyen sinnúmero de propuestas no comerciales y alternativas de la escena musical, contando ya El Chopo -como se le conoce comúnmente- con una galería para artes plásticas y un espacio para conciertos al final del mismo, así como la organización civil Tianguis Cultural del Chopo, A.C., que lo coordina y administra con los miembros más antiguos que lo integraron en los años ochenta.[cita requerida]
La transformación del tianguis ha sido evidente, pues fue precisamente a partir de que se registraron como organización cuando mostraron un crecimiento sólido. Siempre preocupándose por defender y mostrar un rostro cultural, para no confundirse con un bazar o un tianguis meramente comercial. Se han inventado zonas de artesanos, de punks y de otras contra culturas. Han ocupado espacios en la radio; han creado publicaciones, como Aullido y Códice Rock; esta segunda fue un motor para propiciar que en el tianguis se celebraran conciertos, firmas de autógrafos y ediciones de discos conmemorativos. Destaca el hecho de que en el Tianguis Cultural del Chopo han tocado grupos consolidados como Café Tacvba, Zoé, El Tri, División Minúscula, Los Búnkers, Julieta Venegas, Sekta Core!, The Warning (banda) entre otros, y este espacio les ha servido como una importante plataforma.
El trabajo de Cultura Visual, a cargo de Enrique Rivera, fue espléndido; la instauración de Radio Chopo le dio identidad rocanrolera y se convirtió en el foro de expresión para las bandas independientes y en escaparate de las consagradas. Las galerías Juantxo Sillero, la de artes visuales y el Cinematógrafo El Topo consiguieron dar un perfil contracultural al Chopo; también los comerciantes tuvieron su época de auge durante un buen tiempo, bonanza que duró hasta la llegada de Internet.
El tianguis es conocido por su cultura del trueque, lo que probablemente sea uno de sus mayores atractivos.[cita requerida]
En agosto del 2023, una comisión del Tianguis del Chopo se entrevistó con Martí Batres, jefe de gobierno de la Ciudad de México, sobre la posible declaratoria de este espacio como Patrimonio Cultural de la Ciudad de México.